# Gornergrat
Gornergrat egy sziklás hegytető (3135 m) a Pennini-Alpokban, Svájcban, a Valais kantonban.

## Leírása
A hegycsúcson van a Kulm hotel és egy obszervatórium. Zermattból a gornergrati fogaskerekű vasúttal lehet elérni.
A Gornergrat közel 3 km-re van Zermattól és kilátás nyílik a Gorner-gleccserre, a Findel-gleccserre, valamint 29 négyezer méteres hegycsúcsra Svájcban és Olaszországban, köztük a Mattehornra.
A zermatti síterep egyik kiinduló pontja. A „kis-matterhorn” drótkötélpálya megépítéséig, ez volt a legmagasabb hegyi állomás Zermattban.

## Galéria

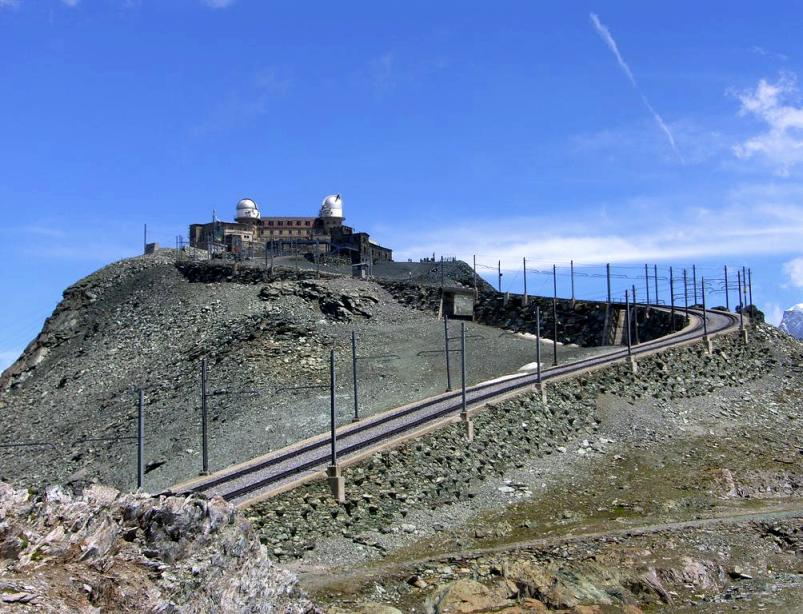
Gornegrat

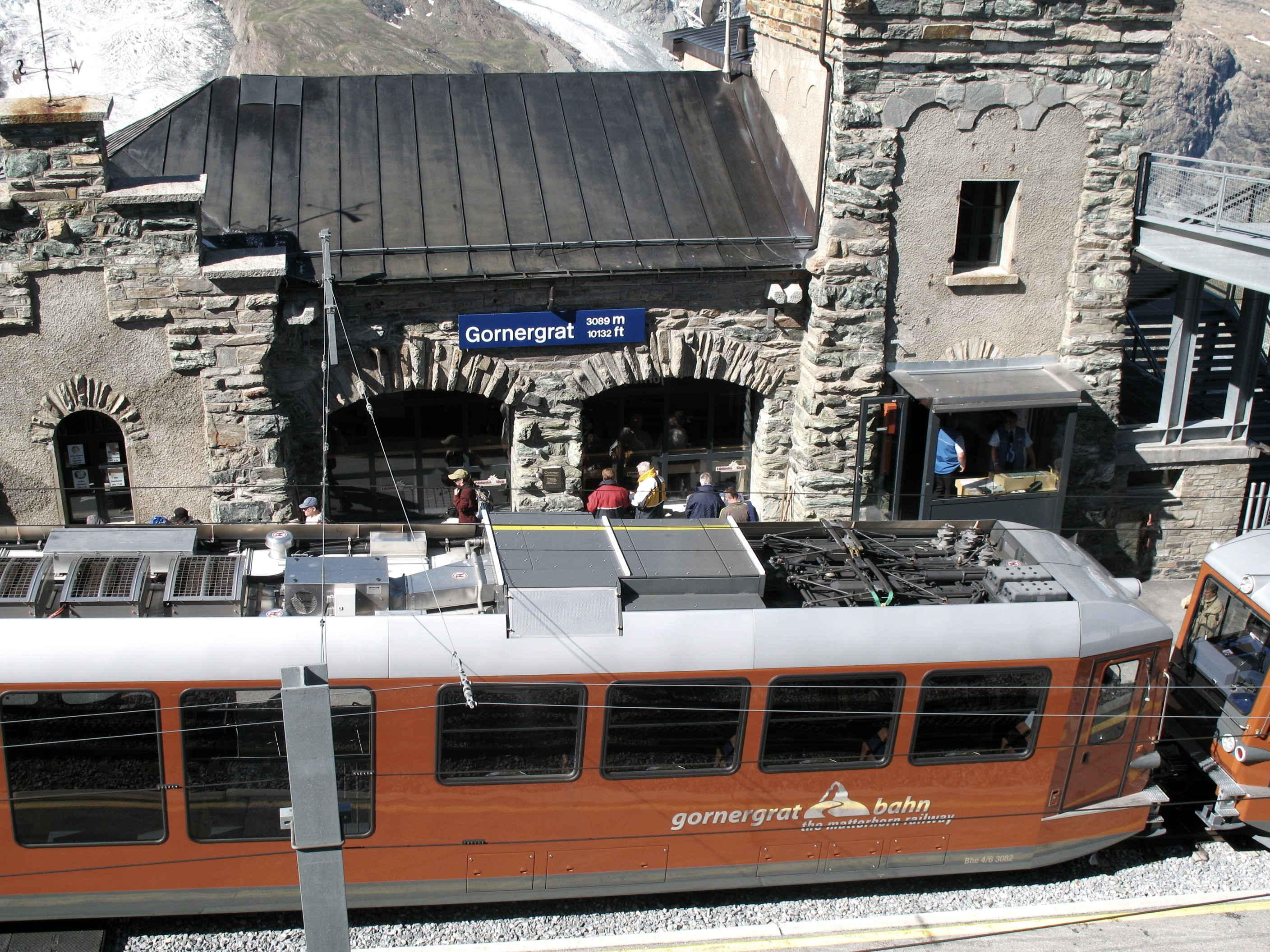
Fogakerekű végállomás

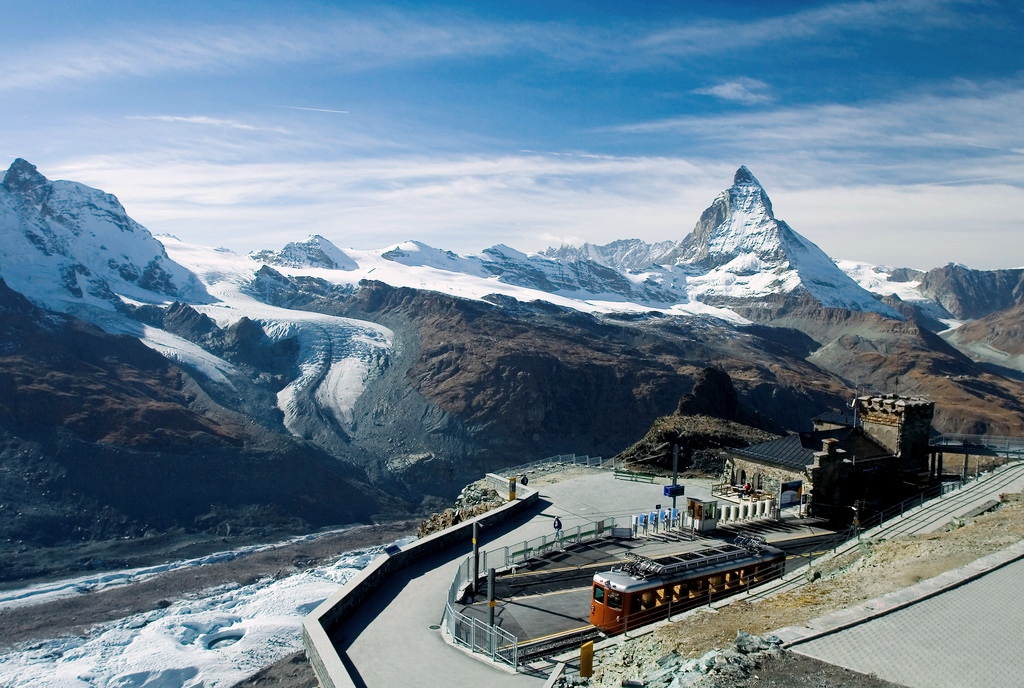
Kilátás a Matterhornra